# Operatie Sophia
 European Union Naval Force Mediterranean (NAVFORMED), ook Operatie Sophia genoemd, is een militaire operatie tegen mensensmokkelaars in de Middellandse Zee waaraan meerdere EU-lidstaten deelnemen. Als een gevolg van de incidenten met verschillende bootjes met vluchtelingen sinds april 2015, besloot de Europese Unie een militaire operatie te beginnen in de Middellandse Zee. Het doel is om de smokkelroutes in de Middellandse Zee stil te leggen. De operatie wordt geleid vanuit Rome.

## Operatie

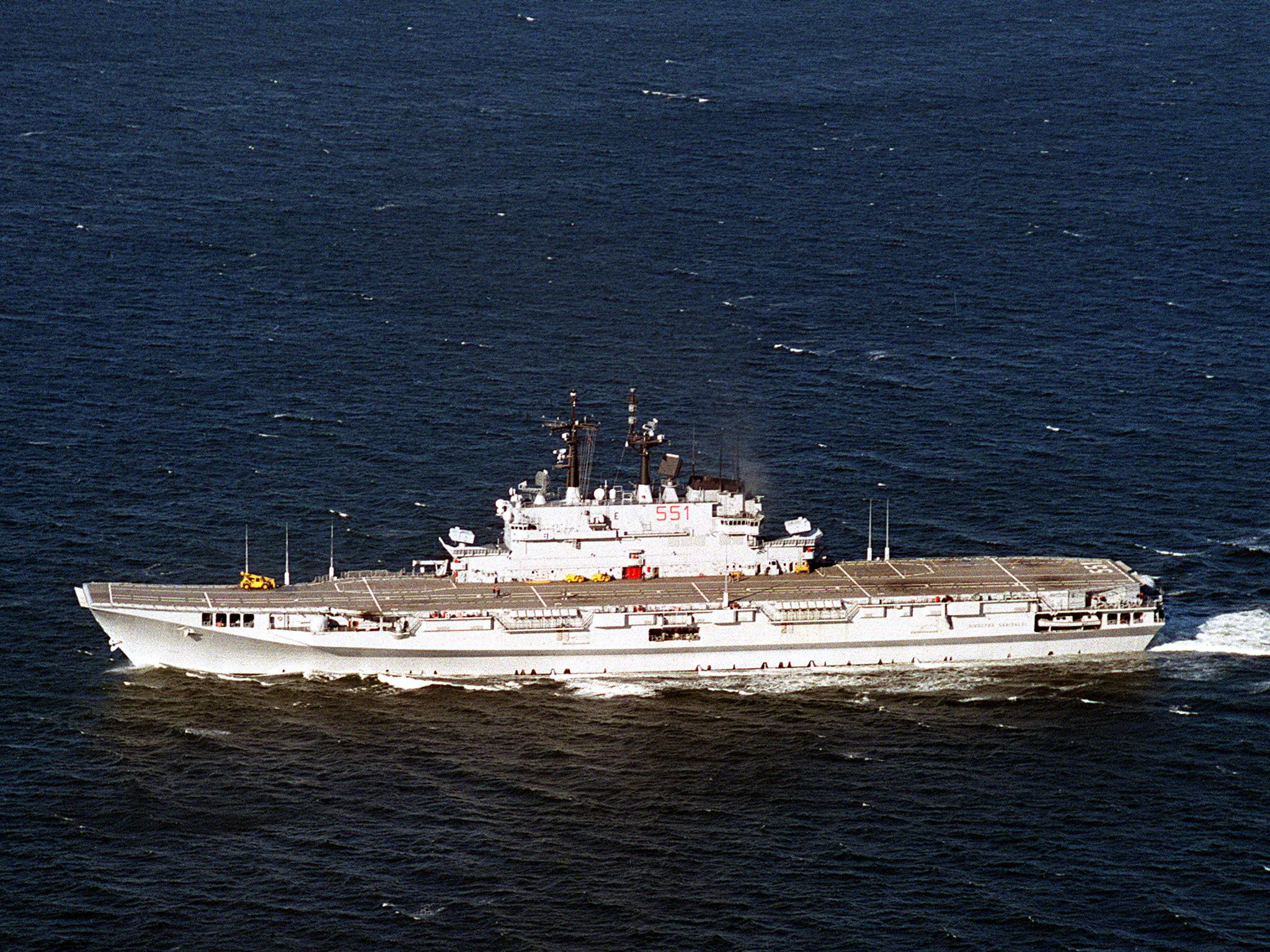
Het vlaggenschip van de operatie: het Italiaanse vliegdekscip Giuseppe Garibaldi.

Het doel van deze Europese operatie is om de verschillende schepen die gebruikt worden voor smokkel te identificeren, onderscheppen en uit te schakelen. De Commissie-Juncker, in het bijzonder HR Federica Mogherini, ziet deze operatie als een belangrijke bijdrage aan de stabiliteit in de regio. Het moet het aantal doden op zee beperken en de veiligheid van de Europese burgers verhogen.
EUNAVFOR Med bestaat uit drie fases:
- In de eerste fase wordt gefocust op observatie en analyse van de mensensmokkel netwerken op de Middellandse Zee.
- In de tweede fase worden verdachte schepen opgespoord en indien nodig afgeleid.
- In de derde stap kan men de boten en bijhorend materiaal vernietigen, liefst voor gebruik en de mensensmokkelaars oppakken.

Er is een gemeenschappelijk budget voorzien van 11,82 miljoen euro in een periode van 12 maanden. De kosten voor het inzetten van militair personeel en militaire middelen wordt door de lidstaten zelf vergoed.
Op 20 juni 2016 heeft de raad van de Europese Unie operatie Sophia uitgebreid met twee ondersteunende taken. Deze zijn het opleiden van de Libische kustwacht en marine en het onderhouden van het wapenembargo dat door de VN werd opgelegd voor de kust van Libië. De duur van de operatie wordt constant verlengd door de Europese raad.

## Middelen
In totaal werden er verschillende militaire middelen ingezet door verschillende EU-Lidstaten, hier een overzicht:
- Italië: 
  - Schepen: MM San Giusto, MM Giuseppe Garibaldi, MM San Giorgio, MM Cavour
  - Luchtvaartuigen: IT SH 90 NFH, IT AB 212 ASW, IT EH 101 (2x)
- Het Verenigd Koninkrijk:
  - Schepen: HMS Echo, HMS Enterprise, RFA Mouts Bay, HMS Richmond, HMS Diamond
  - Luchtvaartuigen: AW Lynx MK8, UK AW101 (EH 101) MERLIN MK 2, AW 159 Wildcat, UK Lynx MK8
- Duitsland:
  - Schepen: FGS Rhein, FGS Main,  FGS Mecklenburg-Vorpommern, FGS Frankfurt Am Main, Frigate Schleswig-Holtein, FGS Augsburg, A1411 Berlin, FGS Wilheim, FGS Ludwigshafen, FGS Karlsruhe, FGS Datteln, Tender Werra
  - Luchtvaartuigen: DF Sea Lynx MK88
- België:
  - Schepen: BNS Leopold I, BNS Louise-Marie
  - Luchtvaartuigen: Alouette III SA316B
- Spanje:
  - Schepen: ESPS Navarra, ESPS Canarias, ESPS Numacia, ESPS Reina Sofia
  - Luchtvaartuigen: ESP AB-212 ASW, ESP CN-235 Vigma D4, ESP SH-60B LAMPS III, ESP P3-M ORION
- Frankrijk:
  - Schepen: FS Commandant Birot, FS Commandant Bouan, FS Commandant Ducuing, FS Commandant l’Herminier, FS Courbet I, FS Permier Maître L’Her, FS Enseigne de vaisseau Jacoubet
  - Luchtvaartuigen: FR Falcon 50, FR AS 565 Panther
- Nederland:
  - Schepen: HNLMS Rotterdam
- Luxemburg:
  - Luchtvaartuigen: LUX SW3 Merlin III
- Portugal:
  - Luchtvaartuigen: POR P-3C Orion CUP +

## Kritiek
Het Hogerhuis in het Verenigd Koninkrijk heeft in een rapport laten weten dat deze reddingsmissies als een magneet werken en de taak van de smokkelaars veel makkelijker maakt, hun schip moet nu enkel weg raken van de kust en wordt dan gered door Europese Marineschepen.
Ook de Libische Kustwacht heeft gewaarschuwd dat Operatie Sophia zorgt voor meer mensensmokkel, zij zeggen dat mensen nadat ze gered zijn hun vrienden bellen om te zeggen dat Europese schepen maar 20 mijl van de Libische territoriale wateren liggen om hen te redden.